# لاوترت
لاوترت (به آلمانی: Lautert) یک شهر در آلمان است که در Verbandsgemeinde Nastätten واقع شده‌است. لاوترت ۲۷۰ نفر جمعیت دارد.